# Кривая Энгеля
Кривая Энгеля (англ. Engel curve) — график, иллюстрирующий зависимость между объёмом потребления товаров или услуг и доходом потребителя при неизменных ценах и предпочтениях. Кривая названа по имени немецкого экономиста и статистика Эрнста Энгеля, который исследовал взаимосвязи между объёмом покупаемого данным потребителем блага и величиной его дохода.

## История
Эрнст Энгель в 1857 году в своей работе «Производство и потребление в Саксонии», основанной не на бюджетах, показал как изменяются большие группы расходов (на продовольствие, одежду, жилище, удовольствия и пр.) при изменениях уровня доходов. Там же он показал относительное падение расходов на питание при возрастании доходов. А в 1881 году он в своей работе «Книжка счетов домохозяйки и её значение в экономической жизни нации», собрав статистические данные ряда стран за некоторый период времени отметил постепенное уменьшение относительной доли расходов на питание в бюджете по мере его роста: "Исследование различных бюджетов показало не только то, что чем меньше доход, тем большая часть его тратится на питание, но также, что питание, кроме того, ухудшается; оно показало далее, что чем меньше доход, тем большая часть его приходится на физическое содержание и меньше остается для духовного развития".
Затем немецкий статистик Адольф Швабе в 1868 году распространил эту зависимость и на жилищные расходы, выявив закон Швабе — чем беднее семья, тем большая доля дохода расходуется на жилище. С тех пор кривые, связывающие доходы и расходы, стали называть кривыми Энгеля, хотя сам Э. Энгель в своих работах графиками не пользовался. Российский экономист Владимир Арнольд, проводя бюджетные обследования семей в Воронежской губернии, выразил наблюдаемые им тенденции в алгебраической форме в своей работе «Законы соотношения главнейших элементов хозяйственных бюджетов» за 1903 год: увеличение потребления отдельных благ по мере роста благосостояния семей.
Кривую «доход-потребление» ввёл в экономическую науку Дж. Хикс в 1920-е года. В 1936 году Джон Кейнс в своей работе «Общая теория занятости, процента и денег» определил закономерность распределения совокупного дохода в обществе как "основной психологический закон": "Люди склонны, как правило, увеличивать свое потребление с ростом дохода, но не в той же мере, в какой растет доход". В 1945 году Пол Самуэльсон ввёл в научный оборот кривую доходы-расходы 45 градусной линией для изображения потребительской функции, чем сделал очень удобным изображение и кривых Энгеля.

## Определение
Кривая Энгеля — график, иллюстрирующий зависимость между объёмом потребления товаров или услуг и доходом потребителя при неизменных ценах и предпочтениях. Показывает соотношение между доходом покупателя и количеством приобретаемого товара.
Кривая, показывающая величину расходов на товары в зависимости от роста дохода. Показывает количество того или иного товара, которое потребитель готов купить при различных уровнях дохода (другие факторы, влияющие на спрос, принимаются как неизменные). Иными словами, данные кривые связывают количество приобретаемого товара с доходом покупателей. 
Кривая Энгеля полезна при определении степени влияния на спрос дохода и изменений в относительных ценах. Кривые Энгеля схожи с кривыми спроса, поскольку они изображают соотношение между важным фактором, влияющим на спрос, и количеством приобретаемых благ. Кривая спроса - это соотношение между ценой и объёмом спроса при заданном доходе и предпочтениях, при прочих равных факторах спроса. А кривая Энгеля - это соотношение между доходом с объёмом покупок при прочих равных факторах спроса.

## Формы кривой Энгеля
Кривая «доход-потребление» позволяет построить кривую Энгеля, которая определяет связь между объемом потребления товара и доходом потребителя при неизменных ценах и предпочтениях. Кривая Энгеля строится путём соединения всех точек, соответствующих определённому доходу и связанному с ним равновесному объёму покупок товара Х на кривой «доход-потребление» (точки Е1...Еn). Для нормальных товаров кривая Энгеля имеет положительный наклон. Наклон кривой Энгеля определяется формулой:
{\displaystyle \Delta {I}/\Delta {Q_{x}}},
где {\displaystyle \Delta {I}} — изменение в доходе, {\displaystyle \Delta {Q_{x}}} — изменение объёма покупок товара X.
Форма кривой Энгеля определяет способность объёма покупаемого товара реагировать на изменения в доходах.
На рисунке 1 «Кривая «доход-потребление» нормального товара» может быть построена кривая Энгеля, которая определяет связь между оптимальными объемами потребления товара X и соответствующими уровнями дохода KL и KL1 в точках E1 (Х1, Y1) и E2 (Х2, Y2) соответственно. На рисунке 4 «Кривая Энгеля нормального товара» в точках E1 (I1, Х1) и E2 (I2, Х2) - это точки товара X, а кривая FF - это кривая Энгеля для нормального товара X. 
На рисунке 5 «Кривая Энгеля некачественного товара» кривая FF - это кривая Энгеля некачественного товара X, соответствующая кривой «доход-потребление», изображенной на рисунке 2 «Кривая «доход-потребление» некачественного товара».
На рисунке 6 «Кривая Энгеля нейтрального товара» кривая FF - это кривая Энгеля нейтрального товара X, соответствующая кривой «доход-потребление», изображенной на рисунке 3 «Кривая «доход-потребление» нейтрального товара», выраженной вертикальной прямой. Товар потребляется независимо от уровня дохода покупателя. Вы потребляете ровно столько сколько можете: вы не можете больше съедать, и вы не можете отказаться от товара, так как это товары первой необходимости.

## Кривые расходов Энгеля
Чтобы рассмотреть расходы на агрегированные группы товаров (продовольственные, непродовольственные, услуги и т.д.) кривые Энгеля модифицируются в кривые расходов Энгеля, которые определяют зависимость расходов на ту или иную группу товаров от уровня дохода покупателя. Кривая расходов Энгеля показывает различие между нормальными, некачественными и высококачественными товарами. На рисунках 7, 8, 9 (на оси отложены расходы на товар X вместо объёма товара X как на рисунке 4, 5, 6) представлены кривые расходов Энгеля, соответствующие кривым доход-потребление на рисунках 1, 2, 3. На рисунках проведены лучи из начала координат под углом 45 градусов. Если бы кривые расходов Энгеля совпадали с этими лучами, это означало бы, что весь доход потребитель расходует лишь на один товар X (или соответственно на одну агрегированную группу товаров). Поэтому такие лучи образуют верхние пределы реальных кривых расходов Энгеля. На рисунке 7 расходы на товар X растут медленнее, чем растет доход, следовательно товар X является нормальным товаром. На рисунке 8 расходы на товар X с увеличением дохода снижаются, в этом случае товар X является некачественным. На рисунке 9 расходы на X растут постоянны при росте дохода, таким образом, товар X в данном случае является нейтральным.